# Kisliakóvskaya
Kisliakóvskaya (del ruso: Кисляко́вская) es una stanitsa del raión de Kushchóvskaya del krai de Krasnodar, en Rusia. Está situada a orillas del río Yeya, 14 km al sur de Kushchóvskaya y 163 km al nordeste de Krasnodar, la capital del krai. Tenía una población de 5 145 habitantes en 2010
Es cabeza del municipio Kisliakóvskoye, al que pertenece asimismo el posiólok Kisliakovka.

## Historia
La localidad fue fundada en 1794 siendo una de los primeros cuarenta asentamientos de los cosacos del Mar Negro en el Kubán. Durante el Imperio ruso pertenecía al otdel de Yeisk del óblast de Kubán. Tenía 7958 habitantes en 1906.

## Evolución demográfica
| 2002  | 2010  |
| ----- | ----- |
| 5 431 | 5 145 |

### Composición étnica
De los 5 431 habitantes que tenía en 2002, el 93.4 % era de etnia rusa, el 3.1 % era de etnia turca, el 1.3 % era de etnia ucraniana, el 0.9 % era de etnia armenia, el 0.1 % era de etnia tártara, el 0.1 % era de etnia georgiana, el 0.1 % era de etnia bielorrusa, el 0.1 % era de etnia alemana y el 0.1 % era de etnia azerí.

## Transporte
La estación de ferrocarril más cercana se encuentra 8 km al sudoeste en Kisliakovka, en la línea Bataisk-Tijoretsk.
Por la localidad pasa la carretera federal M4 Don.